# 邵廷瓊
邵廷璦（1484年—？），字可愛，湖廣襄陽衛軍籍，福建福州府懷安縣人，明朝政治人物。

## 生平
湖廣鄉試第四十三名舉人，弘治十八年（1505年）乙丑科會試第九十九名，廷試三甲第三十五名進士。

## 家族
曾祖父邵義；祖父邵謙；父邵濟，府同知。嫡母張氏；生母王氏。重庆下。